# Rodolfo González
Rodolfo González (Caracas, 1986. május 14. –) venezuelai autóversenyző. Karrierje 2003-ban indult. 2006-ban megnyerte a brit F3 szezont, majd a GP2-ben is versenyzett évekig. 2013-ban és 2014-ben a Marussia F1 Team teszt- és tartalékpilótája a Formula–1-ben.

## Eredményei

### Karrier összefoglaló
| Év      | Széria                                | Csapat                  | Versenyek   | Győzelmek   | Pole pozíciók | Leggyorsabb körök | Dobogós helyezések | Pontok      | Helyezés    |
| ------- | ------------------------------------- | ----------------------- | ----------- | ----------- | ------------- | ----------------- | ------------------ | ----------- | ----------- |
| 2003    | Formula Ford UK Winter Series         |                         | 4           | 0           | 0             | ?                 | 0                  | 0           | HN          |
| 2003    | Formula Renault 2000 UK Winter Series | Manor Motorsport        | 4           | 0           | 0             | 0                 | 0                  | 6           | 19.         |
| 2004    | Formula Renault 2.0 UK                | Mark Burdett Motorsport | 15          | 0           | 0             | 0                 | 0                  | 72          | 21.         |
| 2004    | Formula Renault 2.0 UK                | Paston Racing           | 15          | 0           | 0             | 0                 | 0                  | 72          | 21.         |
| 2004    | Formula Renault 2.0 UK Winter Series  | Mark Burdett Motorsport | 4           | 0           | 0             | 0                 | 0                  | 41          | 10.         |
| 2005    | Formula Renault 2.0 UK                | Manor Motorsport        | 20          | 0           | 0             | 0                 | 1                  | 235         | 9.          |
| 2005    | Formula Renault 2.0 Netherlands       | Manor Motorsport        | 4           | 0           | 0             | ?                 | 0                  | 18          | 23.         |
| 2005    | Formula Renault 2.0 UK Winter Series  | Mark Burdett Motorsport | 4           | 0           | 0             | 0                 | 0                  | 32          | 13.         |
| 2006    | British F3 National Class             | T-Sport                 | 22          | 13          | 12            | 16                | 18                 | 355         | 1.          |
| 2007    | British F3                            | T-Sport                 | 22          | 0           | 0             | 1                 | 1                  | 77          | 11.         |
| 2008    | Formula Three Euroseries              | Carlin Motorsport       | 18          | 0           | 0             | 1                 | 0                  | 0.5         | 24.         |
| 2008    | Masters of Formula 3                  | Carlin Motorsport       | 1           | 0           | 0             | 0                 | 0                  | N/A         | 9.          |
| 2008    | Euroseries 3000                       | Sighinolfi Autoracing   | 2           | 0           | 0             | 0                 | 0                  | 3           | 20.         |
| 2008–09 | GP2 Asia Series                       | Fisichella Motor Sport  | 8           | 0           | 0             | 0                 | 0                  | 0           | 23.         |
| 2009    | GP2 Series                            | Trident Racing          | 2           | 0           | 0             | 0                 | 0                  | 0           | 29.         |
| 2009    | Euroseries 3000                       | Fisichella Motor Sport  | 13          | 1           | 1             | 1                 | 4                  | 44          | 5.          |
| 2009–10 | GP2 Asia Series                       | Arden International     | 4           | 0           | 0             | 0                 | 0                  | 0           | 29.         |
| 2009–10 | GP2 Asia Series                       | Barwa Addax Team        | 4           | 0           | 0             | 0                 | 0                  | 0           | 29.         |
| 2010    | GP2 Series                            | Arden International     | 20          | 0           | 0             | 0                 | 0                  | 4           | 21.         |
| 2011    | GP2 Series                            | Trident Racing          | 18          | 0           | 0             | 0                 | 0                  | 0           | 26.         |
| 2011    | GP2 Asia Series                       | Trident Racing          | 4           | 0           | 0             | 0                 | 0                  | 0           | 17.         |
| 2012    | GP2 Series                            | Caterham Racing         | 24          | 0           | 0             | 0                 | 0                  | 6           | 22.         |
| 2013    | Formula–1                             | Marussia F1 Team        | Tesztpilóta | Tesztpilóta | Tesztpilóta   | Tesztpilóta       | Tesztpilóta        | Tesztpilóta | Tesztpilóta |
| 2014    | Formula–1                             | Marussia F1 Team        | Tesztpilóta | Tesztpilóta | Tesztpilóta   | Tesztpilóta       | Tesztpilóta        | Tesztpilóta | Tesztpilóta |

* A szezon jelenleg is tart.

### Teljes Formula 3 Euro Series eredménysorozata
(Táblázat értelmezése)

(Félkövér: pole-pozícióból indult; dőlt: leggyorsabb kört futott) 

| Év   | Csapat            | 1         | 2         | 3        | 4        | 5        | 6        | 7        | 8        | 9        | 10       | 11       | 12       | 13       | 14       | 15       | 16       | 17       | 18      | 19     | 20     | Helyezés | Pont |
| ---- | ----------------- | --------- | --------- | -------- | -------- | -------- | -------- | -------- | -------- | -------- | -------- | -------- | -------- | -------- | -------- | -------- | -------- | -------- | ------- | ------ | ------ | -------- | ---- |
| 2008 | Carlin Motorsport | HOC1 1 15 | HOC1 2 12 | MUG 1 18 | MUG 2 13 | PAU 1 Ki | PAU 2 21 | NOR 1 12 | NOR 2 Ki | ZAN 1 24 | ZAN 2 20 | NÜR 1 21 | NÜR 2 25 | BRH 1 17 | BRH 2 15 | CAT 1 20 | CAT 2 19 | LMS 1 17 | LMS 2 6 | HOC2 1 | HOC2 2 | 24.      | 0.5  |

### Teljes GP2-eredménysorozata
(Táblázat értelmezése)

(Félkövér: pole-pozícióból indult; dőlt: leggyorsabb kört futott) 

| Év   | Csapat              | 1          | 2          | 3           | 4           | 5           | 6           | 7          | 8          | 9          | 10         | 11         | 12         | 13         | 14         | 15         | 16         | 17         | 18         | 19         | 20         | 21         | 22         | 23         | 24         | Helyezés | Pontok |
| ---- | ------------------- | ---------- | ---------- | ----------- | ----------- | ----------- | ----------- | ---------- | ---------- | ---------- | ---------- | ---------- | ---------- | ---------- | ---------- | ---------- | ---------- | ---------- | ---------- | ---------- | ---------- | ---------- | ---------- | ---------- | ---------- | -------- | ------ |
| 2009 | Trident Racing      | ESP FEA    | ESP SPR    | MON FEA     | MON SPR     | TUR FEA     | TUR SPR     | GBR FEA    | GBR SPR    | GER FEA 15 | GER SPR 19 | HUN FEA    | HUN SPR    | VAL FEA    | VAL SPR    | BEL FEA    | BEL SPR    | ITA FEA    | ITA SPR    | POR FEA    | POR SPR    |            |            |            |            | 29.      | 0      |
| 2010 | Arden International | ESP FEA 15 | ESP SPR 14 | MON FEA 10  | MON SPR Ki  | TUR FEA 16  | TUR SPR 16  | VAL FEA Ki | VAL SPR Ki | GBR FEA 16 | GBR SPR 20 | GER FEA 18 | GER SPR Ki | HUN FEA Ki | HUN SPR 15 | BEL FEA 8  | BEL SPR 4  | ITA FEA Ki | ITA SPR Ki | UAE FEA 10 | UAE SPR 16 |            |            |            |            | 21.      | 4      |
| 2011 | Trident Racing      | TUR FEA Ki | TUR SPR 22 | ESP FEA 20  | ESP SPR 10  | MON FEA Ki  | MON SPR 14  | VAL FEA 15 | VAL SPR Ki | GBR FEA 18 | GBR SPR 13 | GER FEA 9  | GER SPR 15 | HUN FEA Ki | HUN SPR 9  | BEL FEA Ki | BEL SPR 17 | ITA FEA 19 | ITA SPR 16 |            |            |            |            |            |            | 26.      | 0      |
| 2012 | Caterham Racing     | MAL FEA Ki | MAL SPR 18 | BHR1 FEA 15 | BHR1 SPR 20 | BHR2 FEA 18 | BHR2 SPR 15 | ESP FEA 15 | ESP SPR 14 | MON FEA 13 | MON SPR 5  | VAL FEA 15 | VAL SPR 15 | GBR FEA 23 | GBR SPR Ki | GER FEA 23 | GER SPR 20 | HUN FEA 23 | HUN SPR 16 | BEL FEA Ki | BEL SPR 14 | ITA FEA 22 | ITA SPR 20 | SIN FEA Ki | SIN SPR 18 | 22.      | 6      |

#### Teljes GP2 Asia Series eredménysorozata
(Táblázat értelmezése)

(Félkövér: pole-pozícióból indult; dőlt: leggyorsabb kört futott) 

| Év      | Csapat              | 1           | 2           | 3          | 4          | 5           | 6           | 7           | 8           | 9          | 10        | 11          | 12          | Helyezés | Pont |
| ------- | ------------------- | ----------- | ----------- | ---------- | ---------- | ----------- | ----------- | ----------- | ----------- | ---------- | --------- | ----------- | ----------- | -------- | ---- |
| 2008–09 | FMS International   | CHN FEA     | CHN SPR     | UAE FEA    | UAE SPR    | BHR1 FEA 16 | BHR1 SPR Ki | QAT FEA Ki  | QAT SPR 19  | MAL FEA 10 | MAL SPR 8 | BHR2 FEA Ki | BHR2 SPR Ki | 23.      | 0    |
| 2009–10 | Arden International | UAE1 FEA 14 | UAE1 SPR 16 | UAE2 FEA   | UAE2 SPR   | BHR1 FEA    | BHR1 SPR    |             |             |            |           |             |             | 29.      | 0    |
| 2009–10 | Barwa Addax Team    |             |             |            |            |             |             | BHR2 FEA Ki | BHR2 SPR Ki |            |           |             |             | 29.      | 0    |
| 2011    | Trident Racing      | UAE FEA 11  | UAE SPR 9   | ITA FEA 10 | ITA SPR Ki |             |             |             |             |            |           |             |             | 17.      | 0    |

### Teljes Formula–1-es eredménysorozata
(Táblázat értelmezése)

(Félkövér: pole-pozícióból indult; dőlt: leggyorsabb kört futott) 

| Év   | Csapat   | 1   | 2   | 3   | 4      | 5      | 6   | 7   | 8   | 9      | 10     | 11  | 12     | 13  | 14     | 15  | 16  | 17  | 18     | 19     | Helyezés | Pontok |
| ---- | -------- | --- | --- | --- | ------ | ------ | --- | --- | --- | ------ | ------ | --- | ------ | --- | ------ | --- | --- | --- | ------ | ------ | -------- | ------ |
| 2013 | Marussia | AUS | MAL | CHN | BHR Tp | ESP Tp | MON | CAN | GBR | GER Tp | HUN Tp | BEL | ITA Tp | SIN | KOR Tp | JPN | IND | UAE | USA Tp | BRA Tp | —        | —      |

### TeljesLe Mans-i 24 óráseredménysorozata
| Év   | Csapat            | Csapattárs(ak)                   | Autó             | Osztály | Kör | Pos.    | Class Pos. |
| ---- | ----------------- | -------------------------------- | ---------------- | ------- | --- | ------- | ---------- |
| 2014 | Murphy Prototypes | Nathanaël Berthon Karun Chandhok | Oreca 03R-Nissan | LMP2    | 73  | Kiesett | Kiesett    |

### Teljes Formula Acceleration 1 eredménysorozata
(Táblázat értelmezése)

(Félkövér: pole-pozícióból indult; dőlt: leggyorsabb kört futott) 

| Év   | Csapat    | 1        | 2        | 3       | 4       | 5     | 6     | 7     | 8     | 9     | 10    | Helyezés | Pont |
| ---- | --------- | -------- | -------- | ------- | ------- | ----- | ----- | ----- | ----- | ----- | ----- | -------- | ---- |
| 2014 | Venezuela | ALG 1 11 | ALG 2 11 | NAV 1 5 | NAV 2 9 | NÜR 1 | NÜR 2 | MNZ 1 | MNZ 2 | ASS 1 | ASS 2 | 17.      | 10   |

## Külső hivatkozások
- Rodolfo González a Drivers Database oldalán